# Palpimanus cyprius
Palpimanus cyprius là một loài nhện trong họ Palpimanidae. Loài này được phát hiện ở Cộng hòa Síp, Syria en Israel.